# Myotis insularum
Myotis insularum é uma espécie de morcego da família Vespertilionidae.
Pode ser encontrada nos seguintes países: possivelmente na Samoa Americana e possivelmente em Samoa.